# Moglie e marito
Moglie e marito es una película de comedia italiana dirigida por Simone Godano.

## Reparto
- Pierfrancesco Favino como Andrea.
- Kasia Smutniak como Sofia.
- Marta Gastini como Maria.
- Andrea Bruschi como Brancati.

## Estreno
La película fue estrenada en Italia el 12 de abril de 2017.